# Słucz (dopływ Horynia)
Słucz (ukr. Случ) – rzeka na Ukrainie, prawy dopływ Horynia, o długości 451 km i powierzchni dorzecza 13 900 km².
Słucz rozpoczyna swój bieg ok. 30 km na północny wschód od miasta Wołoczyska. Minąwszy po drodze Starokonstantynów i Nowogród Wołyński, w granice przedwojennego polskiego Wołynia wpływa na północ od Korca niedaleko ujścia Korczyka. Dawniej uznawana była w części biegu za zachodnią granicę historycznej Ukrainy. Hasłem hajdamaków podczas Koliszczyzny miało być "O! tak, Lasze, po Słucz nasze!".
Odtąd aż po Hubków tworzy dolinę wśród skał granitowych, a okolica tamtejsza, posiadająca liczne osobliwości przyrody, jest nazywaną Szwajcarią Nadsłuczańską.
Dolina rzeki ma szerokość od 0,2–0,8 km w górnym biegu do 5 km w dolnym. Kоrуtо jest szerokie na 5–50 m, w najszerszym miejscu – 110 m, zamarza w grudniu, a odmarza w marcu.
W dolnym biegu dzieli się na setki ramion na wschód od Sarn i Niemowicz. Słucz jest spławną na długości 290 km. Poza tym spław utrudniają skały granitowe w korycie rzeki. Brzegi przeważnie zalesione. Z miast i miasteczek leżą nad Słuczą m.in. Ludwipol, Hubków z ruinami zamku oraz Bereźne.
Największym (lewym) z dopływów Słuczy jest rzeka Korczyk, nad którą leży miasto Korzec. Korczyk tworzy dolinę, przebijając płytę granitową, a w okolicy Korca brzegi doliny zdobią granitowe skały. Innym z lewych dopływów jest Derewiczka, przepływająca przez Demkowice i Derewicze.
Rzeka płynie przez Wyżynę Wołyńską, uchodzi do Horynia, na północ od miasta Sarny. Jest największym dopływem Horynia.
Ważniejsze miejscowości nad Słuczą: Starokonstantynów, Nowogród Wołyński, Horodnica, Ludwipol (ukr. Sosnowe), Bereźne, Sarny.
Dopływy: Chomora.